# Odbojkarški klub Branik
Odbojkarški klub Branik mais conhecido como  Nova KBM Branik Maribor é um clube de voleibol feminino esloveno fundado no ano de 1946 em Maribor.

## Histórico
Fundado em 1946, quando participava também da Liga Jugoslava da Prússia, sagrando-se campeão, nesta conquistando mais um título em 1953, e mais uma vez nas temporadas de 1984-85 e 1985-86, alcançando as copas europeias.Com a dissolução da Jugoslávia e o nascimento da Eslovénia, o clube participou da elite nacional até 1991-92, e no período de  1992 a 2003, venceu a Copa da Eslovéniae mais dois títulos nacionais, obteve quatro títulos do MEVZA .

## Títulos

### Nacionais
- Campeonato Jugoslavo: 4

1946, 1953, 1984-85, 1985-86
- Campeonato Esloveno: 16

1991-92 , 1992-93 , 1995-96 , 1997-1998 , 1998-99 , 1999-00 , 2000-01 , 2001-02 , 2008-09 , 2010-11 ,
2011-12 , 2012-13 , 2013- 14 , 2016-17 , 2017-18 , 2018-19
- Copa da Eslovénia:  17

1991-92 , 1992-93 , 1993-94 , 1995-96 , 1997–98 , 1998–99 , 1999–00 , 2000–01 , 2001–02 , 2002-03 ,
2008–09 , 2010–11 , 2011– 12 , 2012–13 , 2013–14 , 2016–17 , 2017–18
- Supercopa da Eslovénia:  0

### Internacionais
- CEV Champions League: 0

- MEVZA: 4

2009-10 , 2011-12 , 2012-13 , 2014-15